# Let Aeroflot 593
Let Aeroflot 593 se odehrál 23. března 1994 a směřoval z Moskvy do Hongkongu. Stroj Airbus A310 se během něj zřítil asi 20 kilometrů východně od Meždurečensku v ruské Kemerovské oblasti. Všech 75 lidí na palubě při nehodě zahynulo.

## Průběh letu
Letoun vystartoval z moskevského letiště Šeremeťjevo a mířil na letiště Kai Tak v Hongkongu. Na palubě byli především asijští obchodníci. O 63 pasažérů se staralo 12 členů posádky.
V kokpitu byli velící pilot kapitán Danilov, zastupující pilot kapitán Jaroslav Kudrinskij a druhý pilot Igor Piskarev. Všichni byli piloti 1. třídy.
Nad Sibiří, asi 20 kilometrů východně od Meždurečensku v ruské Kemerovské oblasti, letoun
narazil do zalesněného svahu. Všichni cestující i členové posádky zahynuli.

## Vyšetřování příčin
V troskách kokpitu byly nalezeny dětské pozůstatky. Vyšetřovatelé se nejprve domnívali, že dítě nebo děti tam vymrštil náraz z prostoru pro pasažéry.
Když si však pustili záznam hovoru v kokpitu, uslyšeli dětské hlasy a byli konsternováni zjištěním, že kapitán Kudrinskij pustil k řízení své děti. Chybou bylo i to, že 2. pilot proti tomu neprotestoval. „Sedni si na moje místo, chceš?“...„Můžu s tím otočit?“ „Ano,“ uvádí záznam.
Šestnáctiletého Eldara a jeho dvanáctiletou sestru Janu do kokpitu přivedl jejich strýc, pilot Vladimir Makarov (letící jako cestující), když většina cestujících spala. Jejich otec Kudrinskij je sice posadil k řízení, při zapnuté funkci autopilota by však průběh letu neměly ovlivnit. Nejprve tak „řídila“ Jana. Když ji však vystřídal Eldar, silnější manipulací s řídicí pákou dosáhl částečného vyřazení autopilota (jeho odpojení od křidélek). Bez zvukového signálu to indikovalo rozsvícení jedné z kontrolek, takže si toho nikdo nevšiml. Letadlo začalo zatáčet, překročilo náklon 45 stupňů. Nastalé přetížení bránilo kapitánovi dostat se zpět k řízení, které tak zůstávalo na jeho synovi.
Došlo k úplnému odpojení autopilota. Následovalo klesání střemhlav rychlostí 3600 metrů za minutu. Druhý pilot Piskarev dokázal otočit letadlo směrem vzhůru, ale pod příliš prudkým úhlem, což motory neutáhly. Airbus se pak spirálovitě zřítil k zemi.
Vyšetřovatelé se domnívají, že Kudrinskij možná ani nevěděl, že autopilota lze v tomto typu letounu odpojit jen částečně. Ruští piloti byli totiž zvyklí, že autopilot je buď zapojen, anebo odpojen, přičemž odpojení oznámí zvukový signál. Vyšetřovatelé také dospěli k závěru, že největší šanci zachránit situaci piloti měli v případě, kdyby pustili řízení. Automatický bezpečnostní systém mohl situaci ještě zvládnout. Jana a Eldar byli po nehodě pohřbení na Mitinském hřbitově v Moskvě, kde kromě nich a jejich otce a strýce odpočívají i oběti Černobylské havárie.